# 크로아티아 사회민주당
크로아티아 사회민주당(크로아티아어: Socijaldemokratska partija Hrvatske)은 유고슬라비아 연방 티토파 동맹 크로아티아 지부의 후신으로 설립된 크로아티아의 사회민주주의 정당이다.